# Polnische Sommermeisterschaften im Skispringen 2015
Die polnischen Sommermeisterschaften im Skispringen 2015 wurden am 18. Juli sowie am 9. und 10. Oktober 2015 abgehalten. Während bereits im Juli der Wettkampf der Männer von der Adam-Małysz-Großschanze in Wisła ausgetragen wurde, fanden die restlichen Wettbewerbe im Oktober auf der Skalite-Normalschanze in Szczyrk statt. Die Meisterschaften wurden vom polnischen Skiverband PZN organisiert, Wettkampfleiter war Janusz Malik.

## Teilnehmer

### Männer
Neben den 49 startenden Polen nahmen auch sieben Tschechen, vier Kasachen und ein Slowake am Meisterschaftsspringen von der Normalschanze teil.
| 49 Teilnehmer aus 13 Vereinen (Normalschanze) | 49 Teilnehmer aus 13 Vereinen (Normalschanze) |
| --- | --- |
| - AZS Zakopane (12) - WSS Wisła (9) - LZS Sokół Szczyrk (6) - TS Wisła Zakopane (6) - LKS Klimczok Bystra (4) - KS Chochołów (2) - UKS Sołtysianie Stare Bystre (2) | - PKS Olimpijczyk Gilowice (2) - KS Eve-nement Zakopane (2) - WKS Zakopane (2) - KS AZS-AWF Katowice (1) - LKS Poroniec Poronin (1) - Zagórskie TS Zakucie (1) |

| 49 Teilnehmer aus elf Vereinen (Großschanze) | 49 Teilnehmer aus elf Vereinen (Großschanze)                                                                             |
| --- | --- |
| - AZS Zakopane (11) - WSS Wisła (9) - TS Wisła Zakopane (8) - LZS Sokół Szczyrk (5) - LKS Klimczok Bystra (3) - UKS Sołtysianie Stare Bystre (3) | - LKS Poroniec Poronin (3) - Zagórskie TS Zakucie (2) - KS Eve-nement Zakopane (2) - WKS Zakopane (2) - KS Chochołów (1) |

### Frauen
| Acht Teilnehmerinnen aus sechs Vereinen                                  | Acht Teilnehmerinnen aus sechs Vereinen                                |
| ------------------------------------------------------------------------ | ---------------------------------------------------------------------- |
| - UKS Sołtysianie Stare Bystre (2) - AZS Zakopane (2) - KS Chochołów (1) | - PKS Olimpijczyk Gilowice (1) - LZS Sokół Szczyrk (1) - WSS Wisła (1) |

## Ergebnisse

### Männer Normalschanze

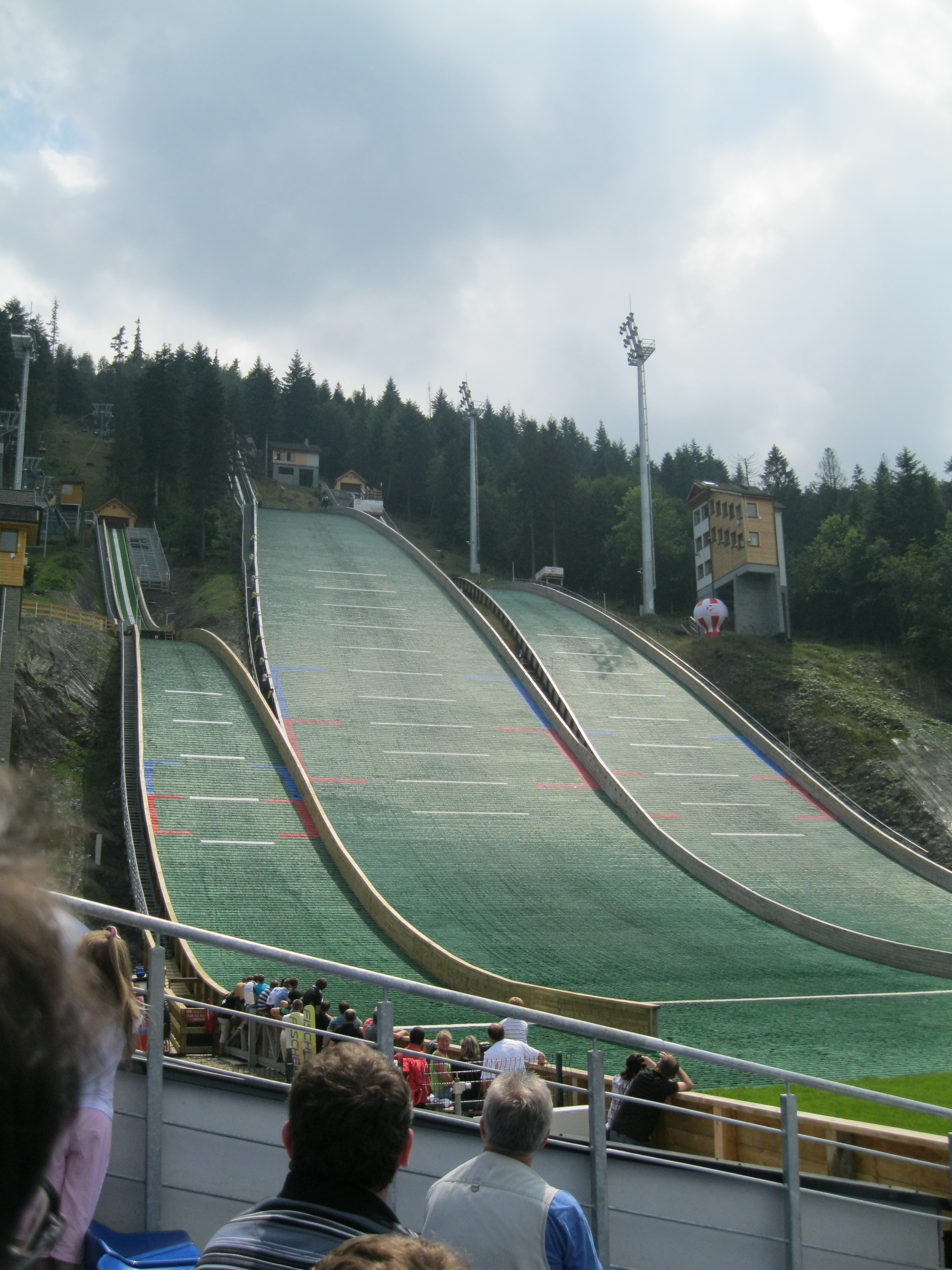
Austragungsort: Skalite

Der Einzelwettbewerb von der Normalschanze fand am 9. Oktober 2015 auf der Skalite-Normalschanze (HS 106) in Szczyrk statt. Es waren 62 Athleten gemeldet, von denen zwölf aus dem Ausland kamen sowie einer disqualifiziert wurde. Nachdem Maciej Kot nach dem ersten Durchgang noch in Führung gelegen war, konnte Dawid Kubacki mit dem weitesten Sprung des Tages seinen Rückstand wettmachen und an Kot vorbeiziehen.
| Platz | Name                 | Verein                       | Weite 1 | Weite 2 | Punkte |
| ----- | -------------------- | ---------------------------- | ------- | ------- | ------ |
| 01.   | Dawid Kubacki        | TS Wisła Zakopane            | 101,5   | 107,0   | 268,5  |
| 02.   | Maciej Kot           | AZS Zakopane                 | 102,0   | 105,0   | 266,0  |
| 03.   | Andrzej Stękała      | AZS Zakopane                 | 100,5   | 105,0   | 263,5  |
| 04.   | Stefan Hula          | KS Eve-nement Zakopane       | 099,0   | 104,0   | 257,0  |
| 05.   | Kamil Stoch          | KS Eve-nement Zakopane       | 099,0   | 103,0   | 256,5  |
| 06.   | Piotr Żyła           | WSS Wisła                    | 099,0   | 101,0   | 252,0  |
| 07.   | Bartłomiej Kłusek    | LKS Klimczok Bystra          | 095,5   | 105,0   | 248,5  |
| 08.   | Klemens Murańka      | TS Wisła Zakopane            | 096,0   | 102,0   | 245,5  |
| 09.   | Jan Ziobro           | WKS Zakopane                 | 099,0   | 100,0   | 245,0  |
| 10.   | Krzysztof Biegun     | SSR LZS Sokół Szczyrk        | 097,5   | 096,0   | 235,0  |
| 11.   | Aleksander Zniszczoł | WSS Wisła                    | 094,5   | 098,5   | 232,5  |
| 12.   | Adam Ruda            | Zagórskie TS Zakucie         | 093,0   | 099,5   | 231,5  |
| 13.   | Artur Kukuła         | WSS Wisła                    | 095,0   | 096,5   | 230,5  |
| 14.   | Andrzej Zapotoczny   | AZS Zakopane                 | 095,5   | 095,0   | 228,5  |
| 15.   | Stanisław Biela      | UKS Sołtysianie Stare Bystre | 092,0   | 097,0   | 223,5  |

### Männer Großschanze

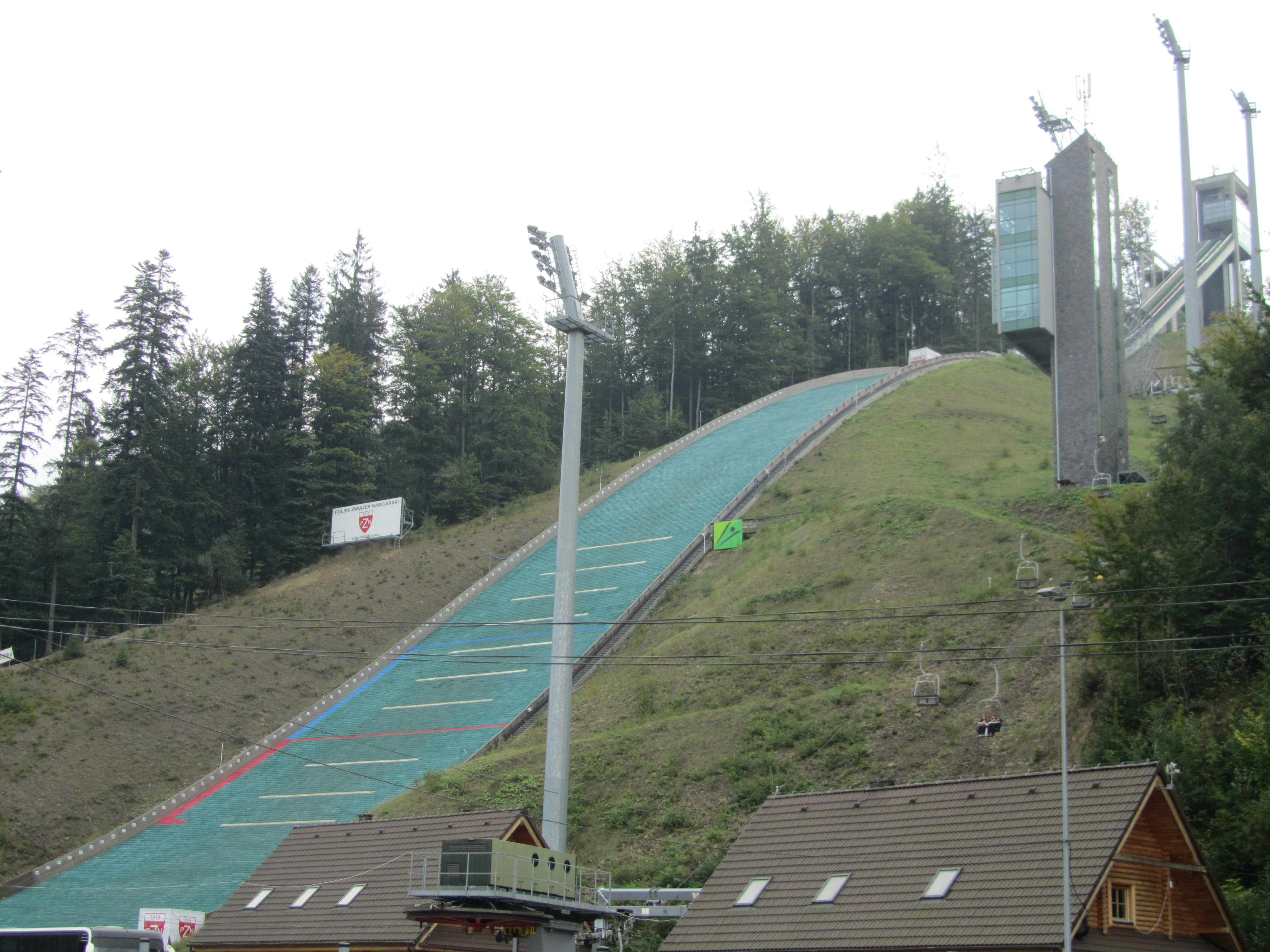
Austragungsort: Malinka

Der Einzelwettbewerb von der Großschanze fand am 18. Juli 2015 auf der Malinka (HS 134) in Wisła statt. Es waren 49 Athleten gemeldet, allerdings gingen fünf nicht an den Start. Den weitesten Sprung zeigte der spätere Meister Dawid Kubacki mit 132,5 Metern im ersten Durchgang.
| Platz | Name                 | Verein                 | Weite 1 | Weite 2 | Punkte |
| ----- | -------------------- | ---------------------- | ------- | ------- | ------ |
| 01.   | Dawid Kubacki        | TS Wisła Zakopane      | 132,5   | 127,0   | 266,6  |
| 02.   | Klemens Murańka      | TS Wisła Zakopane      | 129,0   | 128,0   | 261,6  |
| 03.   | Maciej Kot           | AZS Zakopane           | 126,5   | 127,5   | 256,2  |
| 04.   | Kamil Stoch          | KS Eve-nement Zakopane | 125,0   | 127,0   | 254,1  |
| 05.   | Piotr Żyła           | WSS Wisła              | 127,0   | 123,5   | 248,9  |
| 06.   | Bartłomiej Kłusek    | LKS Klimczok Bystra    | 123,0   | 125,5   | 241,3  |
| 07.   | Stefan Hula          | KS Eve-nement Zakopane | 120,0   | 124,5   | 238,6  |
| 08.   | Jan Ziobro           | WKS Zakopane           | 125,0   | 119,0   | 235,2  |
| 09.   | Przemysław Kantyka   | LKS Klimczok Bystra    | 118,5   | 119,5   | 222,9  |
| 10.   | Aleksander Zniszczoł | WSS Wisła              | 116,5   | 119,5   | 219,3  |
| 11.   | Grzegorz Miętus      | AZS Zakopane           | 118,0   | 114,0   | 210,6  |
| 12.   | Krzysztof Biegun     | SSR LZS Sokół Szczyrk  | 113,0   | 115,5   | 204,3  |
| 13.   | Krzysztof Leja       | AZS Zakopane           | 113,0   | 115,0   | 202,9  |
| 14.   | Konrad Janota        | SSR LZS Sokół Szczyrk  | 117,5   | 110,5   | 201,9  |
| 15.   | Andrzej Zapotoczny   | AZS Zakopane           | 108,5   | 115,5   | 194,7  |

### Männer Team
Das Teamspringen wurde am 10. Oktober 2015 von der Skalite-Normalschanze in Szczyrk veranstaltet. Es nahmen zwölf Teams teil. Maciej Kot zeigte mit 107,0 Metern den weitesten Sprung des Tages, während Dawid Kubacki erneut die beste Einzelleistung aufbot.
| Platz | Verein                  | Name                                                             | Weite 1                 | Weite 2                 | Punkte |
| ----- | ----------------------- | ---------------------------------------------------------------- | ----------------------- | ----------------------- | ------ |
| 01.   | AZS Zakopane I          | Krzysztof Leja Andrzej Zapotoczny Andrzej Stękała Maciej Kot     | 093,5 092,5 099,0 107,0 | 098,5 096,5 099,0 096,0 | 960,0  |
| 02.   | TS Wisła Zakopane I     | Andrzej Gąsienica Dawid Jarząbek Klemens Murańka Dawid Kubacki   | 087,5 092,0 101,0 103,0 | 092,5 094,0 103,5 104,0 | 950,0  |
| 03.   | WSS Wisła I             | Artur Kukuła Tomasz Byrt Aleksander Zniszczoł Piotr Żyła         | 098,0 095,0 094,5 100,0 | 099,5 096,0 095,0 097,0 | 944,0  |
| 04.   | SSR LZS Sokół Szczyrk I | Kacper Kupczak Dominik Kastelik Konrad Janota Krzysztof Biegun   | 086,0 088,5 085,0 096,5 | 085,0 091,0 084,0 100,0 | 801,5  |
| 05.   | AZS Zakopane II         | Jan Łowisz Wojciech Marusarz Krzysztof Miętus Grzegorz Miętus    | 078,0 080,0 096,0 089,5 | 082,5 077,5 095,5 087,0 | 734,0  |
| 06.   | LKS Klimczok Bystra     | Piotr Kudzia Kacper Konior Przemysław Kantyka Bartłomiej Kłusek  | 068,0 071,0 087,5 105,0 | 070,0 070,0 087,0 102,5 | 681,5  |
| 07.   | AZS Zakopane III        | Kacper Stosel Tymoteusz Urbaś Mateusz Staszel Krystian Kołodziej | 087,5 075,5 078,0 075,0 | 085,0 074,0 066,5 077,5 | 586,0  |
| 08.   | WSS Wisła II            | Jakub Juroszek Mateusz Małyjurek Bartosz Czyż Łukasz Podżorski   | 067,5 076,5 070,5 091,5 | 069,0 071,0 074,0 091,5 | 569,5  |

### Frauen Einzel
Der Einzelwettbewerb der Frauen fand am 9. Oktober 2015 von der Skalite-Normalschanze (HS 106) in Szczyrk statt. Es waren acht Athletinnen gemeldet, die alle in die Wertung kamen. Meisterin wurde Kinga Rajda, die mit den zwei weitesten Sprüngen des Wettkampfes 30 Punkte Vorsprung auf die Vizemeisterin hatte. Den K-Punkt von 95 Metern erreichte keine Athletin.
| Platz | Name             | Verein                       | Weite 1 | Weite 2 | Punkte |
| ----- | ---------------- | ---------------------------- | ------- | ------- | ------ |
| 01.   | Kinga Rajda      | SSR LZS Sokół Szczyrk        | 087,5   | 089,5   | 193,0  |
| 02.   | Magdalena Pałasz | UKS Sołtysianie Stare Bystre | 079,0   | 083,5   | 163,0  |
| 03.   | Joanna Szwab     | KS Chochołów                 | 078,5   | 079,0   | 151,5  |
| 04.   | Kamila Karpiel   | AZS Zakopane                 | 075,5   | 074,0   | 135,0  |
| 05.   | Anna Twardosz    | PKS Olimpijczyk Gilowice     | 070,5   | 077,5   | 128,5  |
| 06.   | Paulina Cieślar  | WSS Wisła                    | 065,0   | 068,0   | 096,0  |
| 07.   | Katarzyna Pałasz | UKS Sołtysianie Stare Bystre | 059,0   | 072,0   | 089,0  |
| 08.   | Joanna Kil       | AZS Zakopane                 | 060,5   | 067,0   | 086,0  |